# Montigny (Cher)
Montigny ist eine französische Gemeinde mit 323 Einwohnern (Stand: 1. Januar 2022) im Département Cher in der Region Centre-Val de Loire. Sie gehört zum Arrondissement Bourges und zum Kanton Saint-Germain-du-Puy.

## Geografie
Etwa 27 Kilometer nordöstlich von Bourges gelegen befindet sich Montigny in der Champagne berrichonne (im Berry).
Umgeben wird Montigny von den Nachbargemeinden Humbligny im Nordwesten und Norden, Neuvy-Deux-Clochers im Norden und Nordosten, Veaugues im Nordosten und Osten, Jalognes im Osten, Azy im Süden, Rians im Südwesten sowie Saint-Céols im Südwesten und Westen.

## Bevölkerungsentwicklung
| Jahr                       | 1962 | 1968 | 1975 | 1982 | 1990 | 1999 | 2006 | 2019 |
| -------------------------- | ---- | ---- | ---- | ---- | ---- | ---- | ---- | ---- |
| Einwohner                  | 556  | 489  | 432  | 422  | 375  | 373  | 340  | 352  |
| Quellen: Cassini und INSEE |      |      |      |      |      |      |      |      |

## Sehenswürdigkeiten
- Kirche Saint-Martial aus dem 16. Jahrhundert